# Képtisztelet
A képtisztelet (görög: εἰκονόδουλος eikonodoulosz → ikonodulia) ikonok és más vallási tárgyú képek tisztelete
A szent képek a római katolikus és az ortodox egyházakban Krisztus, az angyalok, Szűz Mária és a szentek képei, valamint más vallásos tárgyú, szimbolikus képek, melyeknek tisztelet jár.
A képtiszteletet a protestánsokon kívül a zsidóság és az iszlám is elutasítja.

## Zsidó vallás
A zsidó vallás kultuszának egyik legjellegzetesebb vonása a képtilalom volt. Ez magába foglalta Isten és az emberek ábrázolását is.
A Tízparancsolat 2. pontja így fogalmaz:
„Ne csinálj magadnak faragott képet vagy hasonmást arról, ami fent van az égben, vagy lent a földön, vagy a vizekben, a föld alatt van. Ne borulj le ilyen képek előtt és ne tiszteld őket!”

## Kereszténység

### Történelem
Az őskeresztények között – a zsidókhoz hasonlóan – nem találjuk a szentek ábrázolását vagy azok tiszteletét. Nem tartották szükségesnek azt, hogy Jézusról, Máriáról, a szentekről, az apostolokról képeket készítsenek. Istentiszteletük középpontjában a hallható Ige állt. Nem volt szükségük gazdagon berendezett templomokra és nem használtak képmásokat az imádatban.
A nyugati keresztény egyházban a 3. századtól kezdve bizonyíthatóan léteznek vallási tárgyú képek; eleinte a művészien kialakított sírokban. Keleten és nyugaton egyaránt megjelentek a falfestmények és mozaikok.
A pogány tömegek egyházba való beáramlásával megindult a pogányság integrációjának folyamata. A nép lelkében kiirthatatlanul benne gyökerező számos pogány kultusz átformálódva és burkoltan élt tovább az ún. másodrendű kultuszban. Az egyház államegyházzá alakulásával és főként a nagyvárosi gyülekezetek meggazdagodásával párhuzamosan előtérbe került a kultuszban a gazdagságra és pompára törekvés, az érzékekre ható dolgok hangsúlyozása. Az egyház igyekezett versenyre kelni a pogány szentélyek vonzó kultuszával.
A 4. század elején megtartott elvirai zsinat kimondta: "Az egyházakban ne legyenek képek. Azért határoztuk, hogy az egyházakban nem szabad képeknek lenniük, hogy a tisztelet és imádat tárgyát a falakra senki ne fesse." Ez az álláspont később megváltozott.
Krisztusról, Máriáról és más szentekről ikonokat, freskókat, szobrokat kezdtek el készíteni. Hogy a pogányságból áttérteknek a bálványimádást pótolják, fokozatosan bevitték a szobrok és képek tiszteletét a keresztény istentiszteletbe. Ezek először abból a célból kerültek a gyülekezetekbe, hogy a Szentírás helyett az olvasni nem tudókat eligazítsák, továbbá hogy az emberek lelkében kegyességet ébresszenek és mert így a tudatlan emberek könnyebben meg tudják érteni a kereszténység tanításait, mint a szentbeszédekből.
A kialakult ϵἰκονολατρϵἰα csupán az 5-6. századból származik (gyertyagyújtás, tömjénezés, leborulás, csók).
A képek a 6. század végétől váltak a kultusz tárgyává a templomokban éppúgy, mint az otthonokban. Ettől az időtől szemlátomást szaporodtak a csodatevő képek – a természetfeletti hatalom forrásai – amelyek a városokat, palotákat, hadakat stb. oltalmazzák.
Legelőször a sztiliták között támadt az a hit, hogy a képben maga a szent van jelen segítő, gyógyító erejével. A 6. századtól csodás erejű Krisztus-képeket is tiszteltek.
A képek természetfeletti hatalmába vetett hiedelem, amely előfeltételezett egyfajta folytonosságot a kép és az ábrázolt személy között, a 6-7. századi ikontisztelet legfontosabb jegye volt.
Az 5. században kialakult, Krisztus isteni természetét hirdető monofizita mozgalmak elvetették a képtiszteletet, ugyanígy a 7. században Anatóliában jelentkező paulikiánusok is.

A 8–9. században a Bizánci Birodalomban robbant ki a leghevesebb képüldözési hullám. A képek tiszteletét V. Konstantin bizánci császár tiltotta be 726-ban, és a konstantinopoliszi képromboló zsinat 754-ben egyházi átok alá is helyezte. A fő teológiai érv az ikonok dicsőítésében burkoltan jelen lévő bálványimádás volt. A második képromboló zsinat 815-ben a krisztológia nevében vetette el a képek tiszteletét. 
A II. nikaiai zsinat (787) a római pápa részvételével – de a frank egyház teljes mellőzésével – visszahelyezte a jogaiba a képtiszteletet, azzal az indokkal, hogy a kép tisztelete a szentekre vonatkozik, az imádás azonban csak Istent illeti meg. 
Mivel a tisztelet és az imádás közötti különbség elmosódott, válaszként Nagy Károly kiadta a képek tiszteletét elutasító Libri Carolinit , majd az általa összehívott 794-es majna-frankfurti zsinat  elítélte a nikaiai határozatot.
A IV. konstantinápolyi zsinaton (869-870) újra megerősítették a képtiszteletet.
A képtisztelet ellenzői még a 11. században is hallatták a hangjukat.
A legrendszerezettebb képtisztelő teológiát Ioannész Damaszkénosz (675-749) és Theodórosz Sztuditész (759-826) dolgozta ki. 
Mindkét szerző aláhúzza a szellemi és az anyagi fontosságát. Hogyan tudnátok it, akik láthatóak vagytok, a láthatatlan dolgokat imádni?- írja Ioannész Damaszkénosz.  Két szerzőnk mindemellett leszögezi, hogy a kép lényegét és szubsztanciáját tekintve nem azonos a modelljével. A kép hasonlóságot jelent, ami tükrözi ugyan a mintát, de fenntartja a különbözőséget. Következésképp a képrombolók istenkáromlásban bűnösek, amikor az oltáriszentséget képmásnak tekintik; mivel lévén lényegileg és szubsztanciálisan azonos Krisztussal, az oltáriszentség maga Krisztus,nem pedig Krisztus képmása.
Aquinói Szt. Tamás (13. sz.) szerint a szentképek arra szolgálnak, hogy:
- hogy az ájtatosságot emeljék;
- hogy a szentek példájára emlékeztessenek,
- hogy az írástudatlanokat tanítsák.

A reformáció joggal hívta fel a figyelmet a babona és a mágikus elképzelések veszélyeire. A protestánsok elvetették a szentek tiszteletét, és a szentképeket a szobrokkal, oltárokkal együtt eltávolították a templomokból.
A képtiszteletre nézve a római egyház által összehívott tridenti zsinat (16. sz.) határozatai a következők voltak:
- A püspökök gondoskodjanak, hogy a képek tiszteletéről az igazi tanítás terjesztessék.
- Minden visszaélés és babona, mely a tiszteletbe esetleg becsúszott, kiirtandó.
- A nép figyelmeztessék, hogy az istenség nem azért ábrázoltatik képekben, mintha testi szemekkel látható v. képekben ábrázolható volna.
- Minden illetlen, erkölcstelen motivum távol tartandó.
- A püspökök őrködjenek istenházának szentsége fölött, és engedélyük nélkül a képek köztiszteletre nem állíthatók fel.

II. János Pál pápa szerint a képtisztelet alapja a „művészet és a keresztény kinyilatkoztatás közti különleges kapcsolat”.

### Fordítás
- Ez a szócikk részben vagy egészben  az   Iconodule című angol Wikipédia-szócikk fordításán alapul.  Az eredeti cikk szerkesztőit annak laptörténete sorolja fel. Ez a jelzés csupán a megfogalmazás eredetét és a szerzői jogokat jelzi, nem szolgál a cikkben szereplő információk forrásmegjelöléseként.